# Bilokameane, Bahciîsarai
Bilokameane (în ucraineană Білокам'яне) este un sat în comuna Zaliznîcine din raionul Bahciîsarai, Republica Autonomă Crimeea, Ucraina.

## Demografie
Componența lingvistică a localității Bilokameane
     Tătară crimeeană (63%)
     Rusă (32,25%)
     Ucraineană (2,5%)
     Alte limbi (1%)
Conform recensământului din 2001, majoritatea populației localității Bilokameane era vorbitoare de tătară crimeeană (63%), existând în minoritate și vorbitori de rusă (32,25%) și ucraineană (2,5%).